# Lucabindiïta
La lucabindiïta és un mineral de la classe dels halurs. Rep el nom és en honor de Luca Bindi (n. 1971), professor de mineralogia i antic cap de la Divisió de Mineralogia del Museu d'Història Natural de la Universitat de Florència.

## Característiques
La lucabindiïta és un halur de fórmula química (K,NH₄)As₄O₆(Cl,Br). Va ser aprovada com a espècie vàlida per l'Associació Mineralògica Internacional l'any 2011, sent publicada per primera vegada el 2013. Cristal·litza en el sistema hexagonal. És semblant a la torrecillasita i a la russoïta (ambdues que contenen As₂O₃), i és l'anàleg clor de la mauriziodiniïta.
L'exemplar que va servir per a determinar l'espècie, el que es coneix com a material tipus, es troba conservat al Museu C.L. Garavelli del departament geomineralògic de la Universitat de Bari, a Itàlia, amb el número de mostra: 11/nm/v28.

## Formació i jaciments
Va ser descoberta al cràter La Fossa de l'illa de Vulcano, a les illes Eòlies, dins la Província de Messina (Sicília, Itàlia). També ha estat descrita a la fumarola Bocca Grande, que es troba a la Solfatara di Pozzuoli (Nàpols, Campània), així com a Xile i Rússia. Aquests quatre indrets són els únics de tot el planeta on ha estat descrita aquesta espècie mineral.